# Jintara Poonlarp

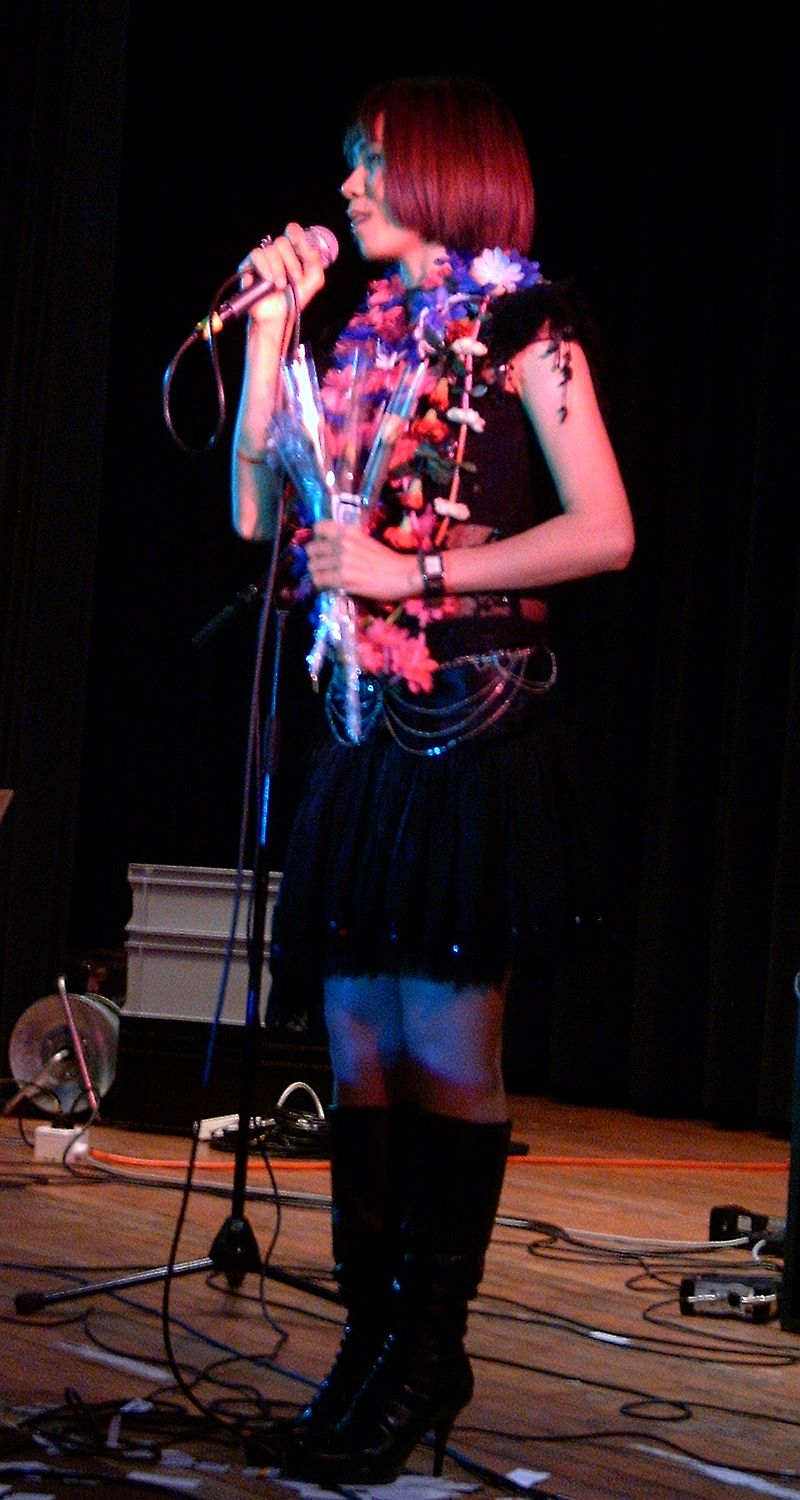
Jintara Poonlarp, Konzert am 19. Mai 2007 in Oberhausen

Jintara Poonlarp oder Poonlab (Thai จินตหรา พูนลาภ, Aussprache: [ʨintàrǎː pʰuːnlâːp], RTGS-Umschrift Chintara Phunlap; * 6. März 1969 in Moo Baan Chantun, Bezirk Kaset Wisai, Provinz Roi Et, Thailand) ist eine Mor-Lam- und Luk-Thung-Sängerin in Thailand. Ihr Geburtsname war Tongbai Janlueang, aber sie änderte ihn zu Tongbai Poonlarp, als ihre Eltern ihre Ehe registrieren ließen. Jintara ist ihr Künstlername. Sie ist auch unter ihren Spitznamen Jin oder Sao Sieng Pin (Thai สาวเสียงพิณ) bekannt. Der zweite Name bedeutet Mädchen mit der Stimme einer Isan-Gitarre (Phin). Bis Mai 2005 veröffentlichte sie 36 eigene Alben sowie viele Zusammenstellungen. Sie hat etwa gleich viel Mor Lam und Luk Thung aufgenommen. Zwei ihrer bekanntesten Hits, Ma Tammai und Faen Ja, nahm sie mit Bird Thongchai McIntyre auf.

## Karriere
Jintara wurde 1969 im Dorf Moo Baan Chanthun, Bezirk Kaset Wisai, Provinz Roi Et in der Region Isan in Thailand geboren. Schon als Kind sang sie gerne. Die anderen Dorfbewohner lobten ihre Stimme und bestärkten sie, Sängerin zu werden.
Mit 15 Jahren schloss sie sich der Theatergruppe Mek Khala in ihrer Heimatprovinz Roi Et an. Einige Zeit später nahm sie am Gesangswettbewerb anlässlich des alljährlichen Seidenfests in Khon Kaen teil. Ein DJ erkannte ihr Talent und stellte die Verbindung zu Grammy Music her.
Mit ihrer Liveshow ist sie jedes Jahr von September bis Mai unterwegs und hatte schon Auftritte in der Schweiz, Deutschland, USA, Hongkong, Kanada und Singapur. Jintara hat eine raue und schrille Stimme. Ihre Musik hat starke Einflüsse aus der Popmusik und wird hauptsächlich mit westlichen Instrumenten gespielt. In den meisten Videos tragen Jintara und ihre Tänzerinnen moderne westliche Kleidung.
Einer ihrer bekanntesten Lieder ist Sao Isaan Plat Tin („Isan-Mädchen arm und weit von zu Hause weg“, Album 9). Es ist ein Lied über die typischen Themen Armut, Heimweh und einen untreuen Liebhaber. Im Jahr 2003 planten Moralwächter des thailändischen Kulturministeriums, ihr Lied Tränen der Frau eines Leutnants (Namta Mia Nairoi) in den staatlichen Medien zu verbieten.
Ihre erste Rolle als Schauspielerin hatte sie im Jahr 2001 in der Fernsehserie Nai Hoy Tamin. Dies war eine Luk-Thung-Serie, die das Leben der Menschen im Isan in früheren Zeiten darstellte.
Beim MTV Asia Award am 14. Februar 2004 im Singapore Indoor Stadium trat sie als Begleitsängerin von Bird Thongchai McIntyre auf.

## Diskografie

### Ursprüngliche Alben
| Nummer / Titel        | Titelsong (Thai)  | Titelsong (deutsche Schrift) | Veröffentlicht 1    |
| --------------------- | ----------------- | ---------------------------- | ------------------- |
| 1                     | ถูกหลอกออกโรงเรียน  | Tuk lawk awk rongrian        |                     |
| 2                     | วานเพื่อนเขียนจดหมาย | Wan puean kian jotmai        |                     |
| 3                     | โสดบริสุทธิ์          | Sot borisut                  |                     |
| 4                     | สาวเวียงหนุ่มไทย     | Sao Wiang num Thai           |                     |
| 5                     | แรงงานข้าวเหนียว    | Raengngan khaoniao           |                     |
| 6                     | พลังรัก             | Palang rak                   |                     |
| 7                     | ตามใจน้ำตา         | Tamjai namta                 |                     |
| 8                     | สาวไร่มัน           | Sao rai man                  |                     |
| 9                     | สาวอีสานพลัดถิ่น      | Sao Isan plat tin            |                     |
| 10                    | ขอเป็นคนสุดท้าย      | Kaw pen khon sut tai         |                     |
| 11                    | จดหมายหลายฉบับ     | Jotmai lai chabap            |                     |
| 12                    | อำนาจรัก           | Amnat rak                    |                     |
| 13                    | คอยรักต่างแดน       | Khoi rak tangdaen            |                     |
| 14                    | ลำ 3 แบบ 3 สไตล   | Lam sam baep sam style       |                     |
| 15                    | ไร่อ้อยคอยรัก        | Rai oi khoi rak              |                     |
| 16                    | เจ้าบ่าวหาย         | Jao bao hai                  |                     |
| 17                    | สิ้นหวังที่วังตะไคร้     | Sin wang ti wang takhrai     |                     |
| 18                    | สงสารหัวใจ         | Songsan huajai               |                     |
| 19                    | อวยพรให้เพื่อน       | Uaiphon hai puean            |                     |
| 20                    | ขอรักฝ่ายเดียว       | Kaw rak fai diao             |                     |
| 21                    | รักซ้อนรัก           | Rak son rak                  |                     |
| 22                    | รอพี่ที่ บ.ข.ส.       | Raw pi ti Baw Khaw Saw       | Januar 1997         |
| 23                    | ดื่มเพื่อลืมเศร้า       | Duem puea luem sao           |                     |
| 24                    | รักโผล่โสนแย้ม       | Rak plo sano yaem            | November 1997       |
| 25                    | ผู้หนีช้ำ             | Pu ni cham                   | Januar 1999 (F)     |
| Mor lam sa on 1       | รักสลายดอกฝ้ายบาน   | Rak salai dawk fai ban       | Januar 1999 ©       |
| Luk tung sa on 2      | น้ำตาสาววาริน       | Namta sao Warin              | September 1999      |
| Mor lam sa on 3       | น้ำตาหล่นบนเถียงนา   | Namta lon bon tiang na       | 14. Juni 2000 (F)   |
| Luk tung sa on 4      | สาวน้ำฟองสะอื้น      | Sao nam fong sa uern         | 10. Januar 2001 (F) |
| Mor lam sa on 5       | แตงโมจินตหรา       | Dtaengmo Jintara             | 10. Juli 2001       |
| Luk tung sa on 6      | ถ้วยป่นหลุดมือ        | Tuay pon loot mue            | 21. Dezember 2001   |
| Mor lam sa on 7       | นัดรอบ่พ้ออ้าย        | Nad raw baw paw ai           | 1. Juli 2002        |
| Jin ma leaw ja 1      | ชังบ่าวเจ้าชู้         | Chang bao chaochu            | 3. März 2003        |
| Mor lam sa on 8       | รูปหล่อหลายเมีย      | Ruplaw lai mia               | 9. September 2003   |
| Luk tung sa on 9      | สาวชุมแพแพ้รัก       | Sao choom pae pae rak        | 2. April 2004       |
| Rock mor lam sa on 10 | พญานาคฝากรัก       | Payanak fak rak              | 12. Oktober 2004    |
| Luk tung sa on 11     | คนนำทางใจ         | Khon nam tang jai            | 2005                |

1 Wenn das Veröffentlichungsdatum nicht bekannt ist, wird das Fertigstellungsdatum (F) oder das Datum des Copyrights angegeben (©).

### Zusammenstellungen und Livealben
| Titel (deutsch)                                  | Titel (Thai)          | Titel (deutsche Schrift)      | Veröffentlicht    |
| ------------------------------------------------ | --------------------- | ----------------------------- | ----------------- |
| Reiner Luk Thung Zehn Goldene Jahre              | ลูกทุ่งล้วน ล้วน 10 ปีทอง   | Luk tung luanluan 10 pi tawng |                   |
| Liebeslieder von Jintara 1                       | เพลงรักจากจินตหรา ชุดที่ 1 | Plaeng rak jak Jintara 1      |                   |
| Liebeslieder von Jintara 2                       | เพลงรักจากจินตหรา ชุดที่ 2 | Plaeng rak jak Jintara 2      |                   |
| Liebeslieder von Jintara 3                       | เพลงรักจากจินตหรา ชุดที่ 3 | Plaeng rak jak Jintara 3      |                   |
| Zwölf Lam-Verse                                  | 12 กลอนลำ             | 12 Glawn lam                  | Oktober 1998      |
| Luk Thung Mor Lam                                | ลูกทุ่งหมอลำ             | Luk tung mor lam              | Februar 2000      |
| Hit Songs                                        | เพลงเด่นกลอนดัง         | Plaeng den glawn dang         | 6. Dezember 2000  |
| Jintara redet über Liebe                         | จินตหราบอกรัก           | Jintara bawk rak              | 26. Oktober 2001  |
| 14 Goldene Jahre                                 | 14 ปีทอง               | 14 Pi tawng                   | 14. März 2002     |
| Spaß                                             | สนุกสนาน               | Sanuk sanan                   | 16. Dezember 2002 |
| Mädchen mit der Stimme der Isan-Gitarre 1 (Live) | สาวเสียงพิณ ชุดที่ 1       | Sao siang pin 1               | 3. März 2003      |
| Jintara's Fans                                   | แฟนจินตหรา             | Faen Jintara                  | 11. Dezember 2003 |
| Isan Girls Liebesgeschichten                     | ตำนานรักสาวอีสาน        | Tamnan rak sao Isan           | 7. Dezember 2004  |
| Luk Thung Mor Lam 2                              | ลูกทุ่งหมอลำ 2           | Luk tung mor lam 2            | 11. März 2005     |

### Singles
- 2017 – Tao Ngoy (เต่างอย)